# Les bronzés font du ski
Les bronzés font du ski är en fransk komedifilm från 1979 i regi av Patrice Leconte. Filmen är uppföljare till Les bronzés från 1978 och följer samma semestrande karaktärer som den filmen, men nu på skidsemester i sydöstra Frankrike.

## Rollista
- Josiane Balasko - Nathalie Morin
- Gérard Jugnot - Bernard Morin
- Marie-Anne Chazel - Gigi
- Michel Blanc - Jean-Claude Dusse
- Thierry Lhermitte - Popeye
- Dominique Lavanant - Christiane
- Christian Clavier - Dr. Jerome Tarere
- Bruno Moynot - Gilbert
- Maurice Chevit - Marius